# Хирвости
Хи́рвости (фин. Hirvonen, Hirvosi) — деревня Заневского городского поселения Всеволожского района Ленинградской области.

## История
На карте Санкт-Петербургской губернии прапорщика Н. Соколова 1792 года упомянута только деревня Ерахова.
Деревня Хервес близ деревни Ерахова упоминается на «карте окружности Санкт-Петербурга» 1810 года.
Затем, в 1834 году, на карте Ф. Ф. Шуберта обозначена деревня Хирваста рядом с деревней Ерахова.

ХИРЕВОСТА — деревня принадлежит ротмистру Александру Чоглокову, жителей  26 м. п., 29 ж. п. (1838 год)

На этнографической карте Санкт-Петербургской губернии П. И. Кёппена 1849 года она обозначена как деревня «Hirwone», расположенная в ареале расселения савакотов. В пояснительном тексте к этнографической карте она записана как деревня Hirwone (Хирвоста, Хирвости), население которой по состоянию на 1848 год составляли: савакоты — 27 м. п., 31 ж. п., финляндcкие карелы — 4 м. п., 8 ж. п., всего 70 человек.

ХИРВОСТА — деревня г. Чоглокова, по просёлкам, 9 дворов, 27 душ м. п. (1856 год)

Число жителей деревни по X-ой ревизии 1857 года: 29 м. п., 35 ж. п..
На Плане генерального межевания Шлиссельбургского уезда, упоминается как деревня Хирвость по смежеству с деревней Ерохова.

ХИРВОСТИ — деревня владельческая, при колодцах, 9 дворов, 29 м. п., 25 ж. п. (1862 год)

В 1868—1869 годах крестьяне деревни Хирвости Матвей Ильич, Симон Ильич и Иван Матвеевич Келка приобрели у действительного статского советника А. П. Чоглокова и статского советника Александра Фёдоровича Дмитриева четыре участка земли площадью 10 десятин каждый.
Согласно подворной переписи 1882 года в деревне проживали 16 семей, число жителей: 54 м. п., 62 ж. п., все лютеране, разряд крестьян — собственники, а также пришлого населения 5 семей, в них: 10 м. п., 8 ж. п., все лютеране.

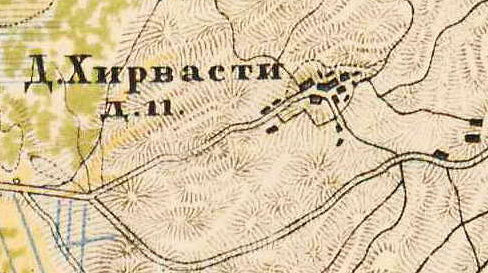
План деревни Хирвости. 1885 год

В 1885 году деревня насчитывала 11 дворов. По данным Материалов по статистике народного хозяйства в Шлиссельбургском уезде 1885 года 15 крестьянских дворов в деревне (или 97 % всех дворов) занимались молочным животноводством, 3 крестьянских двора (или 18 % всех дворов) выращивали на продажу смородину.
В 1893 году, согласно карте Шлиссельбургского уезда, деревня Хирвости насчитывала 18 крестьянских дворов.

ХИРВОСТИ — деревня, на земле Янинского сельского общества, при проселочной дороге 19 дворов, 77 м. п., 104 ж. п., всего 181 чел. 

ХИРВОСТЫ — поселок у деревни Старой, на земле Ильиных, при почтовом тракте из Колтушей в Петербург 5 дворов, 8 м. п., 12 ж. п., всего 20 чел. смежен с деревней Старой.
 
МЫЗА ПЕРЕПУТЬЕ — имение полковника 2 артиллерийской гвардейской бригады Рудольфа Адольфовича фон Вольского, при почтовом тракте из Петербурга в г. Шлиссельбург 2 двора, 2 м. п., 2 ж. п., всего 4 чел. близ деревни Хирвости. (1896 год)

В конце XIX — начале XX века деревня административно относилась к Колтушской волости 2-го стана Шлиссельбургского уезда Санкт-Петербургской губернии. Население деревни было однородным — финским. Тогда же была основана смежная деревня Суоранда. 
В 1909 году в деревне было 18 дворов. В этом же году в деревне открылась школа с преподаванием на финском языке. Учителями в ней работали, сначала выпускник Колпанской семинарии К. Виноградов, а затем Мартти Суси.

ХИРВОСТИ — деревня Борского сельсовета, Ленинской волости, 42 хозяйства, 215 душ.
 
Из них: русских — 4 хозяйства, 4 души; финнов-ингерманландцев — 38 хозяйств, 211 душ; (1926 год)

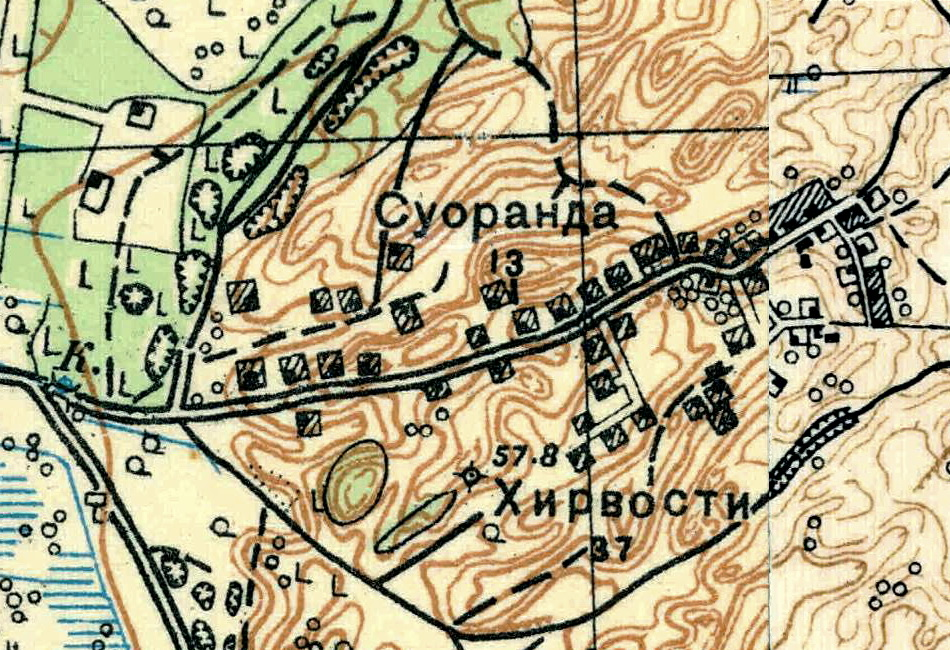
План деревни Хирвости. 1931 год

Согласно топографической карте 1931 года деревня насчитывала 37 дворов.
В 1930-х годах деревня Хирвости поглотила Ерохово, слилась своим восточным краем с деревней Токкари, а ещё чуть позже Хирвости дотянули почти до Колтушского шоссе.
По административным данным 1933 года деревня Хирвости относилась к Колтушскому финскому национальному сельсовету.
В 1938 году население деревни составляло 274 человека, из них русских — 70 человек и финнов — 194 человека.

ХИРВОСТИ — деревня Колтушского сельсовета, 243 чел. (1939 год)

С 14 апреля 1939 года по 20 марта 1959 года деревня входила в состав Красногорского сельсовета.
В 1940 году деревня насчитывала 54 двора.
До 1942 года — место компактного проживания ингерманландских финнов.
В 1958 году население деревни составляло 354 человека.
По данным 1966, 1973 и 1990 годов деревня Хирвости входила в состав Заневского сельсовета.
В 1997 году в деревне проживали 112 человек, в 2002 году — 173 человека (русских — 84%), в 2007 году — 142.

## География
Деревня расположена в юго-западной части района на 5-м километре Колтушского шоссе — автодорога 41К-079 (Санкт-Петербург — Колтуши).
Находится на Колтушской возвышенности.
Расстояние до административного центра поселения 7 км.
Расстояние до ближайшей железнодорожной станции Заневский Пост — 8 км.

## Демография
| 2007 | 2010 | 2017 |
| ---- | ---- | ---- |
| 142  | ↗167 | ↗196 |

Национальный состав
По данным Всероссийской переписи населения 2021 года в деревне проживали 267 человек, из них русские — 249, финны-ингерманландцы — 8 человек, остальные национальность не указали.

## Улицы
Бассейная, Зелёная, Нижний переулок, Озёрная, Песочная, Подгорная, Полевая, Пундоловская, Солнечная, Спортивная, Фермерская, Центральная.

## Прочее
Деревни Хирвости и Суоранда фактически единый населённый пункт (народное название «Голубая дача») — их разделяет лишь сельская дорога.
Рядом с деревней организована несанкционированная свалка.